# Gałkowo
Gałkowo [ɡau̯ˈkɔvɔ] (deutsch Galkowen-Nikolaihorst, 1938–1945 Nickelshorst (Dorf)) ist ein zur Stadt- und Landgemeinde Ruciane-Nida (Rudczanny/Niedersee-Nieden) gehörendes Dorf im südöstlichen Masuren in der polnischen Woiwodschaft Ermland-Masuren, Powiat Piski (Kreis Johannisburg).

## Geschichte
Als eine von mehreren Siedlungen in Masuren wurde Gałkowo zwischen 1828 und 1832 von den Philipponen, einer den Altorthodoxen zugeordneten Religionsgruppe, gegründet und gehört daher zu den sogenannten Philipponendörfern. Bis in das späte 20. Jahrhundert hinein blieb Gałkowo neben Wojnowo (Eckertsdorf) eine der letzten Siedlungen in Masuren, in denen weiterhin überwiegend Altorthodoxe lebten.
Aufgrund der Bestimmungen des Versailler Vertrags stimmte die Bevölkerung im Abstimmungsgebiet Allenstein, zu dem Galkowen gehörte, am 11. Juli 1920 über die weitere staatliche Zugehörigkeit zu Ostpreußen (und damit zu Deutschland) oder den Anschluss an Polen ab. In Galkowen stimmten 200 Einwohner für den Verbleib bei Ostpreußen, auf Polen entfielen keine Stimmen.
Von 1874 bis 1938 war Gałkowo Teil der Landgemeinde Galkowen-Nikolaihorst in der deutschen Provinz Ostpreußen. Vor Ausbruch des Zweiten Weltkriegs im Jahr 1939 umfasste der Ort, der am 16. Juli 1938 von den Nationalsozialisten in „Nickelshorst“ umbenannt wurde, etwa 300 Einwohner. Nach Kriegsende 1945 kam das Dorf gemeinsam mit dem Rest des südlichen Ostpreußens unter polnische Verwaltung. Es gehörte von 1975 bis 1998 zur Woiwodschaft Suwałki und seit 1999 zur Woiwodschaft Ermland-Masuren.
Zu Beginn des 21. Jahrhunderts wurde in Gałkowo das vormals in Sztynort stehende Jagdhaus der Familie Lehndorff wiederaufgebaut. Alexander Potocki, der selbst einer polnischen Adelsfamilie entstammt, ließ das im Zweiten Weltkrieg zum Teil zerstörte Haus rekonstruieren und restaurieren und nutzt es seit der Fertigstellung im Herbst 2006 als Gaststätte und Pension. Diese betreibt Potocki gemeinsam mit seiner Mutter, der ehemaligen dpa-Korrespondentin Renate Marsch-Potocka. Ein Zimmer des ehemaligen Jagdhauses ist Marion Gräfin Dönhoff gewidmet, die bei ihren Reisen in das ehemalige Ostpreußen den Ort häufig besuchte.

## Kirche
Bis 1945 war Galkowen bzw. Nickelshorst in die evangelische Kirche Alt Ukta in der Kirchenprovinz Ostpreußen der Evangelischen Kirche der Altpreußischen Union sowie in die römisch-katholische Kirche Sensburg (polnisch Mrągowo) im Bistum Ermland eingepfarrt. Heute gehört Gałkowo in Bezug auf beide Konfessionen zu Ukta: zur katholischen Kreuzerhöhungskirche, die jetzt dem Bistum Ełk der Römisch-katholischen Kirche in Polen zugeordnet ist, bzw. zur evangelischen Petrikirche, deren Pfarrei sich in Mikołajki (Nikolaiken) in der Diözese Masuren der Evangelisch-Augsburgischen Kirche in Polen befindet.

## Verkehr
Gałkowo liegt an der verkehrstechnisch bedeutenden Woiwodschaftsstraße 610, die die Stadt Ruciane-Nida mit dem Powiat Mrągowski (Kreis Sensburg) verbindet. Auch führt eine von Wojnowo (Eckertsdorf) kommende Nebenstraße bis in den Ort. Die nächste Bahnstation ist Ruciane-Nida an der Bahnstrecke Olsztyn–Ełk (deutsch Allenstein–Lyck). Bis 1945 bestand auch Bahnanschluss über Ukta am Streckenabschnitt Sensburg–Rudczanny der von Königsberg (Preußen) herführenden Bahnlinie.

## Persönlichkeiten
- Ernst Sagewka (* 10. Januar 1883 in Nikolaihorst; † 22. August 1959 in Bielefeld), deutscher Maler und Grafiker des Expressionismus